# Welshofen
Koordinaten: 48° 19′ N, 11° 16′ O
Welshofen ist ein Ortsteil und eine Gemarkung der Gemeinde Erdweg im Landkreis Dachau (Bayern). Das Pfarrdorf hat etwa 470 Einwohner.

## Geographie
Welshofen befindet sich etwa drei Kilometer südwestlich von Erdweg an der Staatsstraße 2054.

## Geschichte

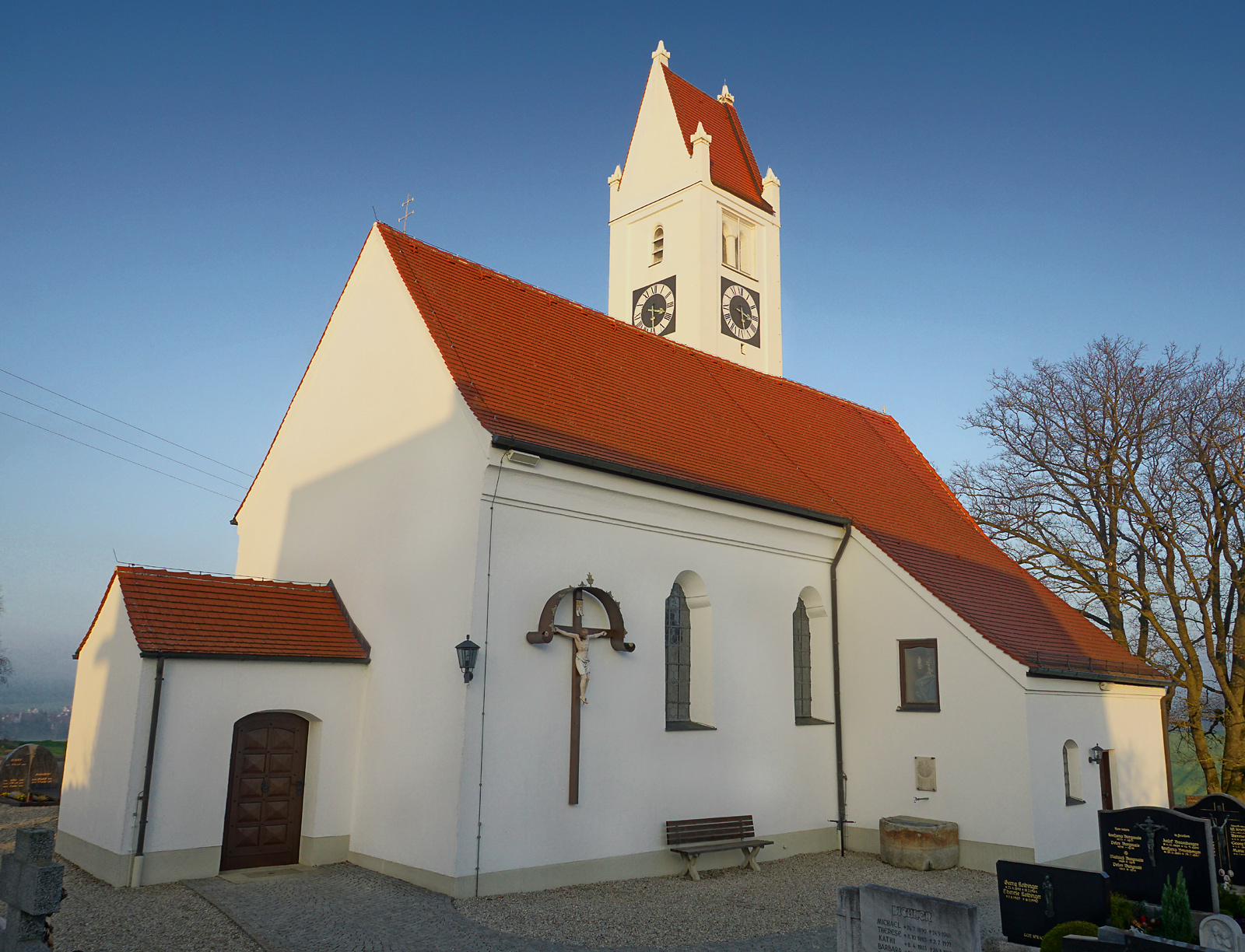
Pfarrkirche St. Peter in Welshofen

Nach 1098 war Welshofen wittelsbachischer Urbarbesitz. 1240 wurde die Ortschaft erstmals im herzoglichen Grundbuch genannt. 1704 wurde der Ort fast ganz von den Engländern und Holländern verbrannt (Spanischer Erbfolgekrieg). Zur früheren Gemeinde und heutigen Gemarkung Welshofen gehören neben dem gleichnamigen Dorf die Orte Altstetten, Bogenried und Oberhandenzhofen.
Am 1. Juli 1972 ging im Zuge der Gebietsreform in Bayern die Gemeinde Welshofen zusammen mit vier weiteren Gemeinden in der neu gebildeten Gemeinde Erdweg auf.

## Sehenswürdigkeiten
- Katholische Pfarrkirche St. Peter: Chor und Turm spätgotisch (1524?), Langhaus barock erneuert, fünf Deckengemälde und zwei Wandgemälde (1880) von Max Fürst;[1]

In die Liste der Baudenkmäler in Welshofen ist ferner ein Bauernhaus aus dem ersten Drittel des 19. Jahrhunderts eingetragen.